# 拉奇基市镇
拉奇基市镇（波蘭語：Gmina Raczki）是波兰波德拉谢省的一个乡村型市镇，隶属于苏瓦乌基县，治所位于同名村庄拉奇基。总面积为142.25平方千米，截至2019年6月30日总人口为5895人。